# Mutter Courage und ihre Kinder (téléfilm)
Pour les articles homonymes, voir Mère Courage et Mère Courage et ses enfants.
Pour plus de détails, voir Fiche technique et Distribution.
Mutter Courage und ihre Kinder est l'enregistrement réalisé en 1957 par Peter Hagen de la transmission directe par la télévision allemande d'une production de Bertolt Brecht et Erich Engel au Berliner Ensemble basée sur leur production modèle de 1949. 

## Synopsis
Durant la guerre de Trente Ans, Anna Fierling, dite Mère Couragela est une cantinière, qui suit les armées avec sa carriole accompagnée de ses deux fils, Eilif et Schweizerkas (gruyère), et de sa fille muette, Catherine.

## Fiche technique
- Titre original : Mutter Courage und ihre Kinder
- Réalisation : Bertolt Brecht et Erich Engel (metteurs en scène de la pièce) ; Peter Hagen (réalisateur de la captation télévisée)
- Scénario : Bertolt Brecht, crédité en tant qu'auteur de la pièce de théâtre Mère Courage et ses enfants (Mutter Courage und ihre Kinder)
- Photographie :
- Montage :
- Musique : Paul Dessau
- Production :
- Pays de production : Allemagne
- Langue originale : allemand
- Format : noir et blanc
- Genre : dramatique
- Durée : 175 minutes
- Dates de sortie :
  - Allemagne de l'Est : 15 octobre 1957

## Distribution
- Helene Weigel : Anna Fierling, Marketenderin, surnommée Mutter Courage (Mère Courage)
- Ekkehard Schall : Eilif
- Heinz Schubert :  Schweizerkas
- Angelika Hurwicz : Kattrin
- Ernst Busch : Der Koch
- Wolf Kaiser : Der Feldprediger
- Regine Lutz : Yvette Pottier
- Willi Schwabe : Werber
- Erich Franz : Feldwebel
- Fred Düren : Feldhauptmann
- Harry Gillmann : Zeugmeister
- Peter Kalisch : Einäugiger
- Wolf von Beneckendorff : Obrist
- Ralf Bregazzi : Schreiber
- Axel Triebel : Offizier
- Bella Waldritter : Alte Frau
- Else Wolz : Bäuerin
- Friedrich Gnaß : Bauer
- Heinz-Dieter Knaup (comme Dieter Knaup) : Soldat
- Hans W. Hamacher (comme Friedrich Gnaß) : Soldat
- Willi Hübener :
- Gerd Biewer :
- Josef Kamper : Der Bauer
- Wladimir Marfiak : Älterer Soldat
- Gerd E. Schäfer : Junger Soldat (as Gerd Schaefer)
- Annemarie Schlaebitz :
- Franz Bonnet :
- Alfred Land :
- C.M. Weber :
- Wolfgang Lohse :
- Fred Grasnick :
- Lothar Bellag :

## Production
La pièce dramatique Mère Courage et ses enfants (1941) de Bertolt Brecht a été télédiffusée en direct du Theater am Schiffbauerdamm de Berlin le 15 octobre 1957.
La scénographie a été créée par Teo Otto (de) et Heinrich Kilger (de) et la direction musicale était entre les mains de Hans-Dieter Hosalla (de).